# AIM-9 Sidewinder
AIM-9 Sidewinder (viết tắt của Air Intercept Missile-tên lửa đánh chặn) là một loại tên lửa không đối không tầm ngắn. Nó được đưa vào trang bị cho Hải quân Hoa Kỳ vào năm 1956 và sau đó là trong Không quân Hoa Kỳ vào năm 1964. Kể từ khi đi vào hoạt động, Sidewinder đã trở thành một loại tên lửa rất nổi tiếng, và các phiên bản mới nhất vẫn còn được trang bị trong không quân của các nước phương Tây. Tên lửa K-13 của Liên Xô, là một phiên bản copy của AIM-9, và cũng được triển khai tại nhiều quốc gia.
Các phát triển ở mức độ thấp đã được tiến hành từ cuối những năm 1940, và có những đột phá vào những năm 1950 với hệ thống dẫn đường module của tên lửa không đối đất Zuni. Tính module của tên lửa cho phép đưa vào sử dụng các đầu dò và động cơ tên lửa mới, bao gồm ở phiên bản AIM-9C, sử dụng radar dẫn đường bán chủ động và là cơ sở để phát triển tên lửa chống radar AGM-122 Sidearm. Các phiên bản đầu tiên của AIM-9 đã được sử dụng ở trong Chiến tranh Việt Nam nhưng có tỉ lệ bắn hạ mục tiêu thấp. Điều này dẫn đến việc quân đội Mỹ đã phát triển phiên bản hoàn toàn mới (AIM-9 L) có năng lực tác chiến cao được thể hiện trong cuộc chiến đảo Falklands và trong Chiến dịch Mole Cricket 19 tại Liban. Khả năng thích ứng của loại tên lửa này khiến cho nó vẫn được giữ trong trang bị của quân đội Mỹ dù cho các loại tên lửa mới như AIM-95 Agile và SRAAM được phát triển để thay thế nó.
Sidewinder là loại tên lửa không đối không được biết đến rộng rãi nhất ở các nước phương Tây, với hơn 110.000 tên lửa được sản xuất cung cấp cho quân đội Mỹ và 27 quốc gia đồng minh, với khoảng 1 phần trăm đã được sử dụng trong không chiến. AIM-9 cũng được chế tạo theo giấy phép tại một số quốc gia khác như Thụy Điển, và có thể được trang bị trên máy bay trực thăng, ví dụ như Bell AH-1Z Viper. AIM-9 là một trong những loại tên lửa không đối không rẻ nhất, có tuổi đời lâu nhất và là loại tên lửa không đối không hiệu quả nhất, ước tính nó đã tiêu diệt được 270 máy bay trong các cuộc không chiến. Khi sử dụng tên lửa Sidewinder, các phi công của NATO sử dụng mã tên gọi FOX-2.
Hải quân Hoa Kỳ đã kỷ niệm 50 năm đưa Sidewinder vào trang bị vào năm 2002. Tháng 3 năm 2010, Boeing đã dành được hợp đồng cung cấp Sidewinder cho quân đội đến năm 2055, đảm bảo AIM-9 sẽ vẫn còn trong trang bị quân đội Mỹ đến ít nhất là năm 2055.

## Thiết kế

Quỹ đạo bay của tên lửa (màu xanh) đánh chặn mục tiêu (màu đỏ), bằng cách duy trì góc giữa tên lửa và mục tiêu (màu xanh)

Xét một tên lửa AIM-9 được bắn ở một góc vuông với đường bay của mục tiêu, nếu như tên lửa bay với vận tốc tương đương với mục tiêu thì tên lửa sẽ phải "bắn đón" ở góc 45 độ, và tên lửa sẽ chạm mục tiêu ở một điểm đón cách xa về phía trước mục tiêu. Nếu như tên lửa có vận tốc bay lớn hơn 4 lần so với mục tiêu, thì nó sẽ có góc bắn đón là 11 độ phía trước mục tiêu. Trong bất kỳ trường hợp nào, tên lửa đều phải giữ góc bắn đón này trong suốt quá trình bay, đồng nghĩa với góc giữa mục tiêu và cảm biến trên tên lửa luôn là hằng số. Kỹ thuật này còn gọi tên tiếng Anh là "điều hướng theo tỉ lệ", nó cho phép tính toán dẫn đường cho tên lửa với hiệu suất cao đồng thời có khả năng thích ứng với việc thay đổi quỹ đạo bay của mục tiêu.

## Lịch sử

### Bối cảnh

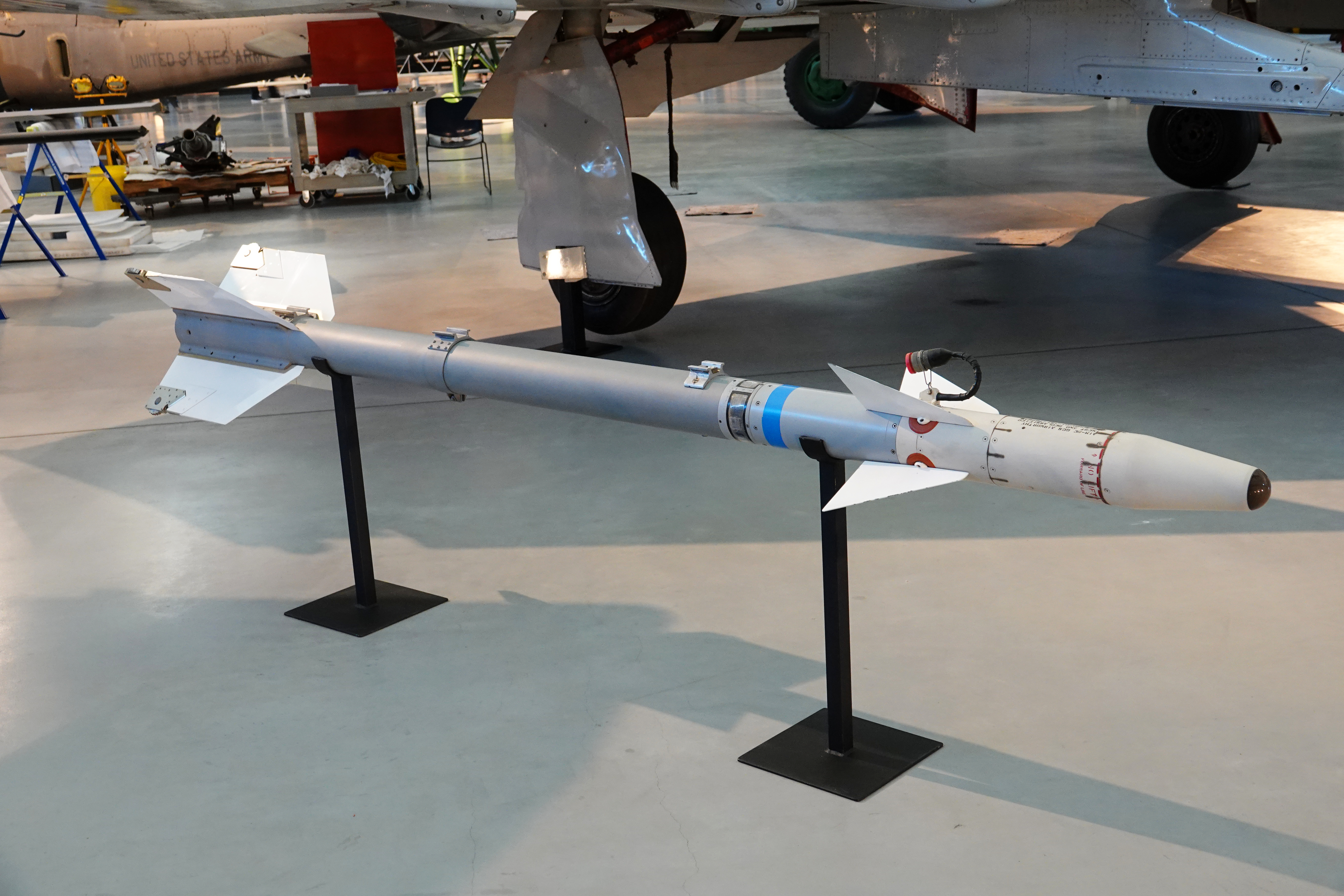
Tên lửa Sidewinder trưng bày tại Chantilly, Virginia, USA.

Trong Thế chiến II, các nhà khoa học Đức đã thiết kế hệ thống đầu tự dẫn bằng hồng ngoại rất phức tạp. Sự phát triển xa nhất trong số này, có tên mã là Hamburg, được dự định sử dụng cho bom lượn Blohm & Voss BV 143 trong vai trò chống tàu. Đầu tự dẫn Hamburg sử dụng một điện trở quang hồng ngoại làm đầu dò cùng với một đĩa quay. Mặc dù đầu tự dẫn Hamburg và các hệ thống tương tự đã tương đối hoàn thiện nhưng không một hệ thống dẫn đường nào được trang bị cho tên lửa trước khi chiến tranh kết thúc.
Ngay sau khi chiến tranh kết thúc, quân Đồng minh đã thu thập các tin tức tình báo về kỹ thuật đầu dò cho tên lửa, cùng với các kỹ sư người Đức trong chương trình phát triển đầu dò cho tên lửa của phát xít Đức. Một số báo cáo dài về các hệ thống khác nhau đã được xuất bản và phổ biến giữa các công ty máy bay phương Tây, trong khi một số kỹ sư đã gia nhập các công ty này để thực hiện các dự án tên lửa khác nhau. Vào cuối những năm 1940, nhiều dự án tên lửa đã được tiến hành, từ các hệ thống khổng lồ như máy bay ném bom mang tên lửa Bell Bomi đến các hệ thống nhỏ hơn như tên lửa không đối không. Đến những năm 1950, cả Không quân Hoa Kỳ và Không quân Hoàng gia Anh đều đã bắt đầu những chương trình phát triển tên lửa đầu dò hồng ngoại.

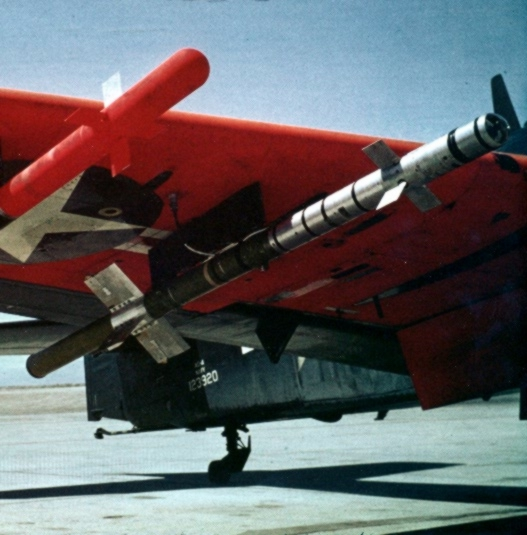
Nguyên mẫu tên lửa Sidewinder-1 được trang bị trên máy bay AD-4 Skyraider trong quá trình thử nghiệm.

Việc phát triển tên lửa bắt đầu từ năm 1946 tại căn cứ thử nghiệm của Hải quân-Naval Ordnance Test Station (NOTS), Inyokern, California, nay là Căn cứ thử nghiệm vũ khí Không quân Hải quân China Lake với sự chỉ đạo của William B. McLean. Cái tên Sidewinder được lựa chọn vào năm 1950 theo tên của rắn Crotalus cerastes, một loài rắn độc đuôi chuông, có khả năng cảm nhận tia hồng ngoại phát ra từ cơ thể động vật máu nóng.
Năm 1951 dự án phát triển tên lửa được cấp nguồn kinh phí tài trợ sau khi đã thuyết phục được đô đốc William "Deak" Parsons, Phó cục trưởng Cục vũ khí Hải quân (Bureau of Ordnance) (BuOrd). Dự án phát triển bắt đầu mang tên gọi là Sidewinder 1, vụ bắn thử nghiệm đầu tiên diễn ra vào ngày 3/9/1952. Tên lửa được phóng lên đánh chặn một máy bay không người lái mục tiêu lần đầu vào ngày 11/9/1953. Tổng cộng đã có 51 vụ thử nghiệm tên lửa tự dẫn đường vào năm 1954, và đến năm 1955 tên lửa được đưa vào sản xuất hàng loạt.

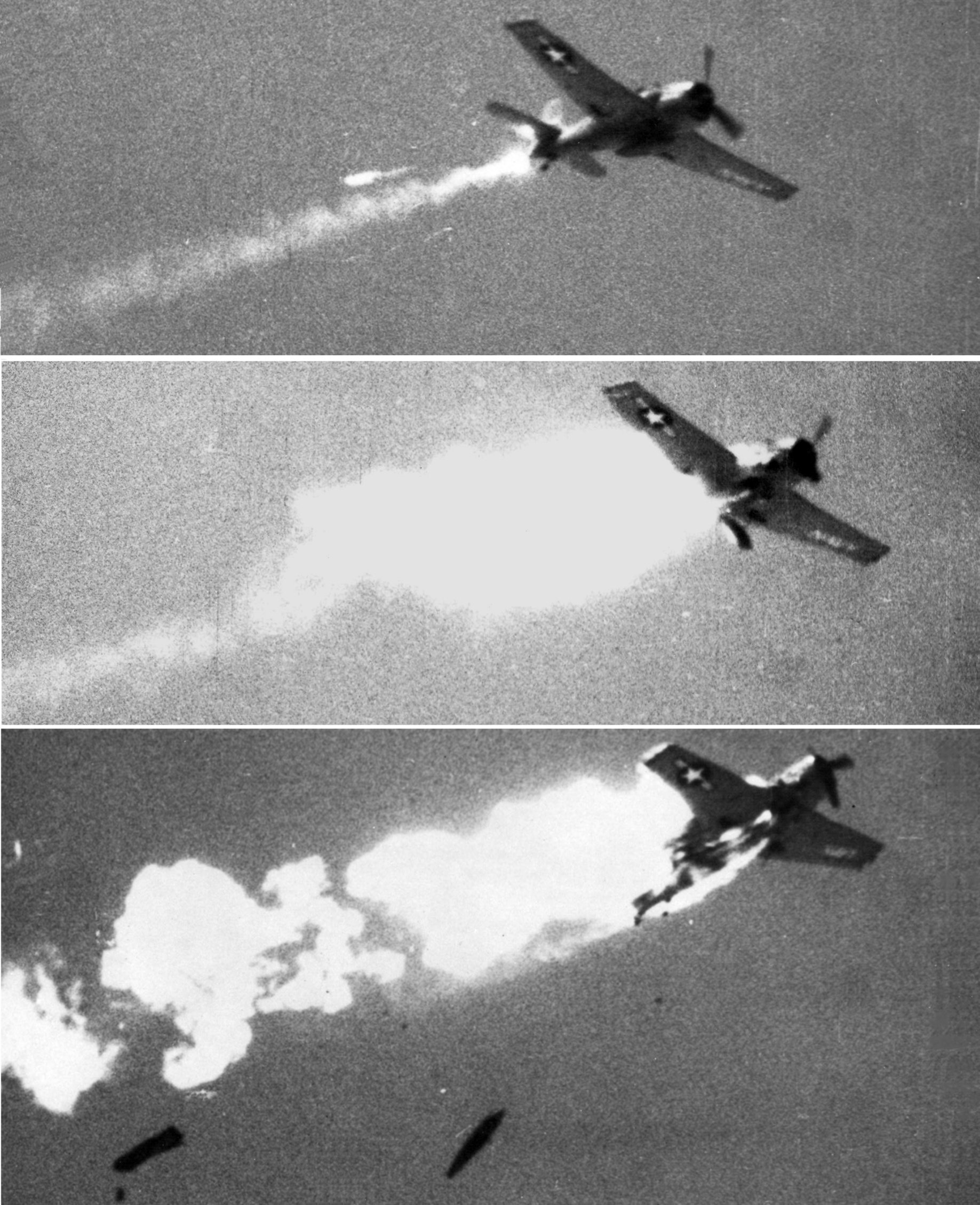
Tên lửa AIM-9B bắn trúng máy bay F6F-5K không người lái tại China Lake, 1957.

Năm 1954, Không quân Hoa Kỳ đã thử nghiệm tên lửa nguyên mẫu AIM-9A và phiên bản nâng cấp của nó: AIM-9B tại Trung tâm phát triển Không quân Holloman. Loại tên lửa mới được trang bị cho Grumman F9F-8 Cougars và FJ-3 Furies của Không quân Hải quân Hoa Kỳ vào giữa năm 1956.
Có gần 100.000 tên lửa Sidewinder thuộc thế hệ đầu (AIM-9B/C/D/E) được Raytheon và General Electric sản xuất. Philco-Ford đảm nhiệm phần dẫn đường và điều khiển của tên lửa. Quân đội NATO sử dụng phiên bản tên lửa đầu tiên được chế tạo theo License bởi công ty Bodenseewerk Gerätetechnik của Đức; 9.200 tên lửa đã được sản xuất.

### Sự kiện eo biển Đài Loan, 1958
Không quân Đài Loan sử dụng tên lửa Sidewinder lần đầu trong trận không chiến với không quân Trung Quốc ngày 24/9/1958 trong Khủng hoảng eo biển Đài Loan lần thứ 2. Không quân Đài Loan thường sử dụng máy bay North American F-86 Sabres trong vai trò đánh chặn trong các cuộc không chiến với Không quân Trung Quốc ở eo biển Đài Loan. Máy bay MiG-17 có trần bay cao hơn và tương tự như các cuộc chạm trán trong Chiến tranh Triều Tiên giữa F-86 và MiG-15 trước đó, đội hình Không quân CHND Trung Hoa bay phía trên các máy bay Sabre của Đp, miễn nhiễm với vũ khí.50 cal của chúng và chỉ lựa chọn chiến đấu khi có lợi thế.
Hoa Kỳ đã chuyển cho Đài Loan một vài tá tên lửa Sidewinder và giúp sửa đổi các máy bay để Đài Loan trang bị loại tên lửa mới. Trong trận không chiến ngày 24/9/1958, tên lửa Sidewinder đã được sử dụng để tập kích các máy bay Mig 17. Các chiếc máy bay Mig phá vỡ đội hình chiến đấu và hạ thấp xuống độ cao bay của F-86 Sabre để không chiến, mà không biết về sự có mặt của tên lửa Sidewinder. Đây là lần đầu tiên mà tên lửa không đối không được sử dụng trong chiến đấu, và những chiếc Mig 17 của Không quân Trung Quốc là những mục tiêu đầu tiên bị bắn hạ bởi tên lửa không đối không.
Trong các trận không chiến ở eo biển Đài Loan năm 1958, một quả tên lửa AIM-9B của Không quân Đài Loan đã bắn trúng MiG-17 nhưng không nổ. Tên lửa bị mắc vào khung thân của MiG và phi công Trung Quốc đã hạ cánh cả máy bay cùng với quả tên lửa về căn cứ. Các kỹ sư Liên Xô sau đó đã ví von rằng quả tên lửa Sidewinder thu được đã trở thành "trường đại học" cho thiết kế tên lửa không đối không của Liên Xô. Nhờ đó mà các nhà thiết kế của Liên Xô đã có thể thiết kế ngược và chế tạo được phiên bản coppy của Sidewinder, có tên là Vympel K-13/R-3S, tên ký hiệu NATO AA-2 Atoll. Ngoài ra Liên Xô cũng thu được một quả tên lửa Sidewinder thứ hai qua Đại tá Không quân Thụy Điển là Stig Wennerström.
Tên lửa Vympel K-13 đi vào trang bị trong Không quân Liên Xô từ năm 1961.

### Trongchiến tranh Việt Nam1965–1973
Trong suốt cuộc chiến Hoa Kỳ đã sử dụng 454 tên lửa Sidewinder nhưng kết quả không như ý.

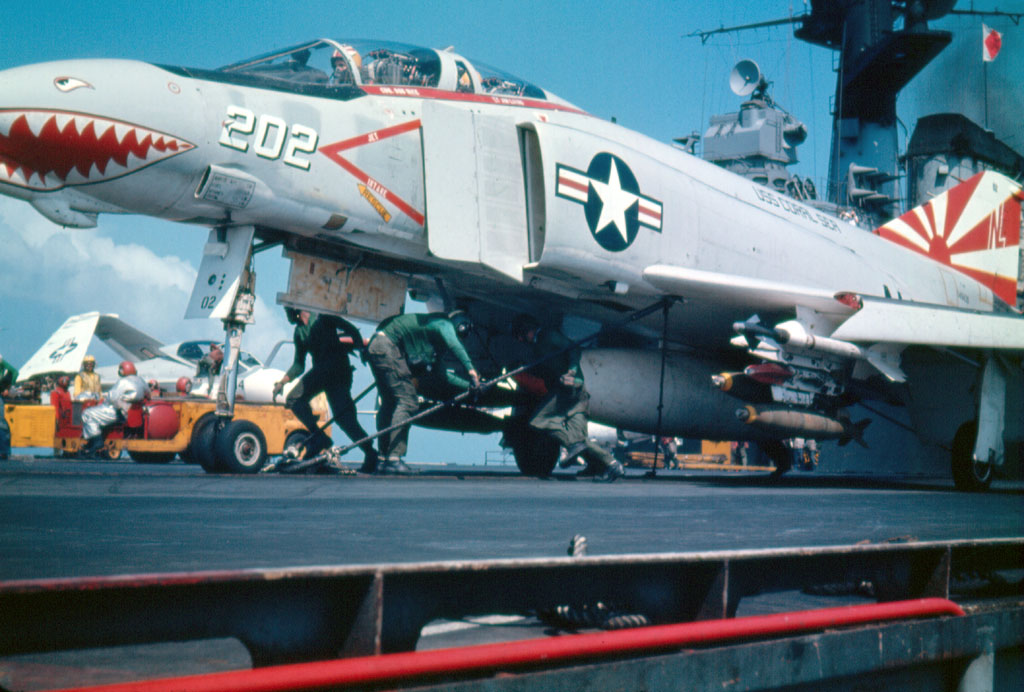
AIM-9D trang bị trên F-4B trên tàu sân bay

Tổng số có 452 tên lửa được sử dụng trong chiến tranh Việt Nam, với kết quả tỉ lệ bắn hạ thành công đối phương là 0,18.
| Kiểu                 | AIM-9B                               | AIM-9D                                          | AIM-9E                           | AIM-9G                                          | AIM-9H                                          | AIM-9J                           |
| -------------------- | ------------------------------------ | ----------------------------------------------- | -------------------------------- | ----------------------------------------------- | ----------------------------------------------- | -------------------------------- |
| Trang bị trong       | Chung cả Hải/Không quân Hoa Kỳ       | Hải quân Hoa Kỳ                                 | Không quân Hoa Kỳ                | Hải quân Hoa Kỳ                                 | Hải quân Hoa Kỳ                                 | Không quân Hoa Kỳ                |
| Tính năng của đầu dò |                                      |                                                 |                                  |                                                 |                                                 |                                  |
| Nguyên bản           | Trung tâm thử nghiệm vũ khí Hải quân | AIM-9B                                          | AIM-9B                           | AIM-9D                                          | AIM-9G                                          | AIM-9E                           |
| Đầu dò               | PbS                                  | PbS                                             | PbS                              | PbS                                             | PbS                                             | PbS                              |
| Làm mát              | Không làm mát                        | Nitrogen                                        | Peltier                          | Nitrogen                                        | Nitrogen                                        | Peltier                          |
| Mũi tên lửa          | Kính                                 | MgF2                                            | MgF2                             | MgF2                                            | MgF2                                            | MgF2                             |
| Tốc độ chữ thập (Hz) | 70                                   | 125                                             | 100                              | 125                                             | 125                                             | 100                              |
| Điều biến            | Điều chế biên độ                     | Điều chế biên độ                                | Điều chế biên độ                 | Điều chế biên độ                                | Điều chế biên độ                                | Điều chế biên độ                 |
| Track rate (°/s)     | 11,0                                 | 12,0                                            | 16,5                             | 12,0                                            | >12,0                                           | 16,5                             |
| Electronics          | Đèn điện tử chân không               | Đèn điện tử chân không                          | Lai                              | Đèn điện tử chân không                          | Bán dẫn thể rắn                                 | Lai                              |
| Warhead              | 4,5 kg (9,9 lb)                      | 11 kg (24 lb) Mk. 48 Đầu nổ dạng thanh liên tục | 4,5 kg (9,9 lb) đầu nổ mảnh văng | 11 kg (24 lb) Mk. 48 Đầu nổ dạng thanh liên tục | 11 kg (24 lb) Mk. 48 Đầu nổ dạng thanh liên tục | 4,5 kg (9,9 lb) đầu nổ mảnh văng |
| Fuze                 | Hồng ngoại thụ động                  | Hồng ngoại thụ động/HF                          | Hồng ngoại thụ động              | Hồng ngoại thụ động/HF                          | Hồng ngoại thụ động/HF                          | Hồng ngoại thụ động              |
| Động cơ              |                                      |                                                 |                                  |                                                 |                                                 |                                  |
| Nhà sản xuất         | Thiokol                              | Hercules                                        | Thiokol                          | Hercules                                        | Hercules/Bermite                                | Hercules/Aerojet                 |
| Kiểu                 | Mk.17                                | Mk.36                                           | Mk.17                            | Mk.36                                           | Mk.36 Mod 5, 6, 7                               | Mk.17                            |
| Nền tảng phóng       | Aero-III                             | LAU-7A                                          | Aero-III                         | LAU-7A                                          | LAU-7A                                          | Aero-III                         |
| Kích thước           |                                      |                                                 |                                  |                                                 |                                                 |                                  |
| Dài                  | 2,82 m (9,3 ft)                      | 2,86 m (9,4 ft)                                 | 3 m (9,8 ft)                     | 2,86 m (9,4 ft)                                 | 2,86 m (9,4 ft)                                 | 3 m (9,8 ft)                     |
| Sải cánh             | 0,55 m (1,8 ft)                      | 0,62 m (2,0 ft)                                 | 0,55 m (1,8 ft)                  | 0,62 m (2,0 ft)                                 | 0,62 m (2,0 ft)                                 | 0,58 m (1,9 ft)                  |
| Trọng lượng          | 70,39 kg (155,2 lb)                  | 88,5 kg (195 lb)                                | 74,5 kg (164 lb)                 | 87 kg (192 lb)                                  | 84,5 kg (186 lb)                                | 77 kg (170 lb)                   |

Ghi chú: phiên bản tên lửa AIM-9 B có tốc độ khoảng 1,7 M và các phiên bản khác có vận tốc lớn hơn 2,5 M.

## Các phiên bản tên lửa có tính năng bắn từ mọi hướng (all aspect)

### AIM-9L

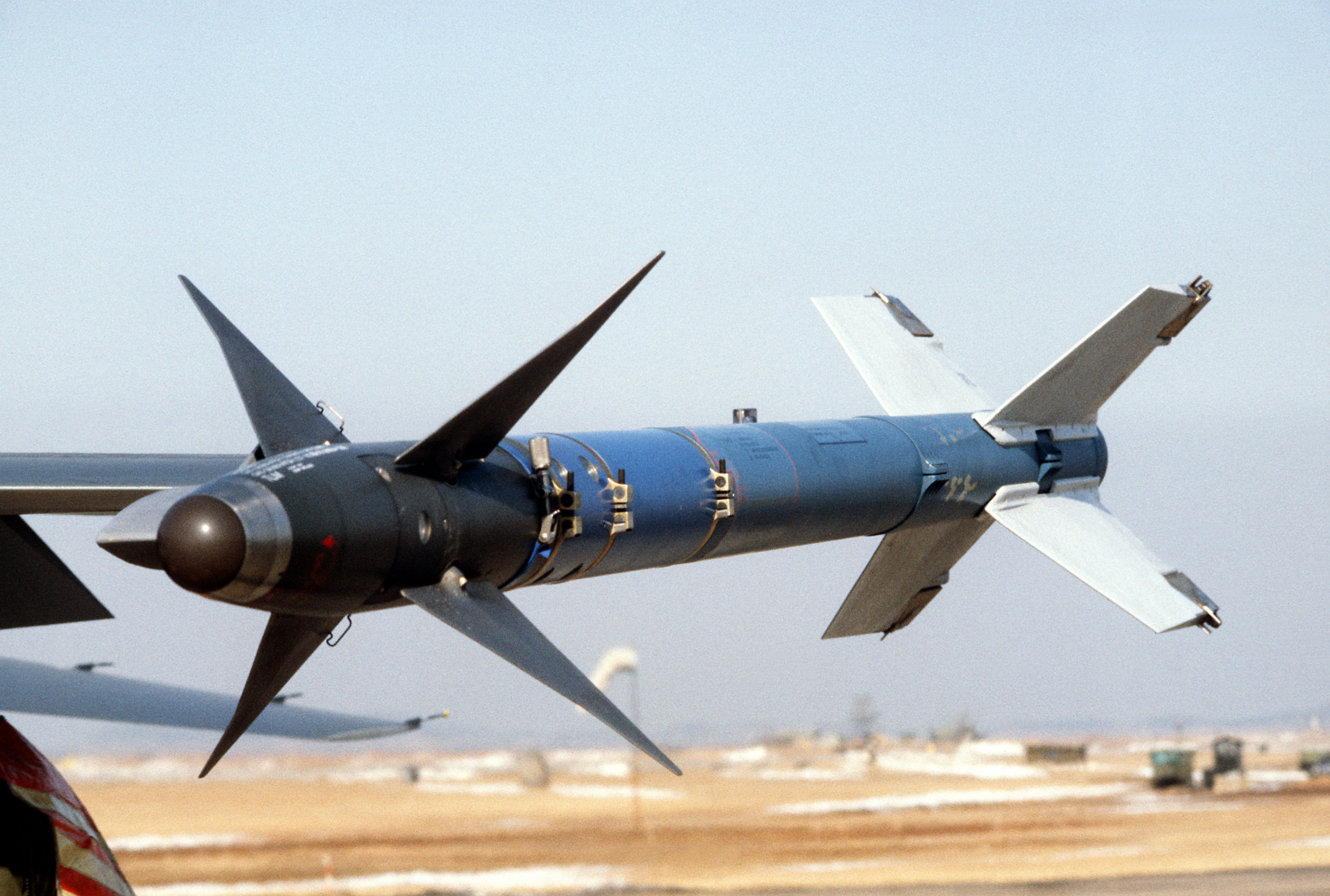
Tên lửa AIM-9L trang bị trên máy bay huấn luyện đã được tháo ngòi nổ và động cơ

Các công nghệ tiên tiến của đầu dò hồng ngoại thế hệ tiếp theo được áp dụng trên tên lửa AIM-9L ("Lima") được giới thiệu năm 1977. Đây là loại tên lửa Sidewinder đầu tiên có khả năng theo dõi và bắn mục tiêu từ mọi hướng, đặc biệt quan trọng trong không chiến tầm gần. Tên lửa AIM-9L được Không quân Hải quân Mỹ sử dụng trong trận không chiến trong sự kiện Vịnh Sidra năm 1981 giữa hai máy bay F-14 và 2 máy bay Su-22 của Lybia, cả hai chiếc Su-22 đều bị tiêu diệt bởi AIM-9L. Không quân Hoàng gia Anh cũng sử dụng AIM-9L với số lượng lớn trong Chiến tranh Falkland năm 1982. Theo đó, tên lửa đạt tỉ lệ bắn hạ đối phương tới 80% (19 máy bay Arghentina bị bắn hạ), tăng đáng kể so với tỉ lệ 10–15% đối với các phiên bản tên lửa đời đầu.

### AIM-9X
Hughes Electronics đã giành được hợp đồng phát triển tên lửa AIM-9X Sidewinder vào năm 1996 sau khi đánh bại Raytheon trong cuộc đấu thầu phát triển tên lửa không đối không thế hệ mới. Tên lửa AIM-9X bắt đầu được đưa vào trang bị từ tháng 11 năm 2003 trong Không quân Hoa Kỳ (trang bị trên F-15C) và Hải quân Hoa Kỳ (trang bị trên F/A-18C) và là một phiên bản cải tiến đáng kể với đầu dò ảnh nhiệt, tương thích với kính chỉ thị mục tiêu trên hệ thống mũ mới (Joint Helmet Mounted Cueing System-JHMCS), cùng với hệ thống động cơ điều khiển vector (TVC) 2 trục giúp tên lửa tăng khả năng rẽ ngoặt thay cho các bề mặt điều khiển truyền thống. Sử dụng JHMCS, phi công có khả năng ngắm đầu dò của tên lửa AIM-9X và khóa mục tiêu bằng cách chỉ cần nhìn vào mục tiêu, làm tăng hiệu quả không chiến. AIM-9X vẫn giữ nguyên động cơ, ngòi nổ và đầu đạn, nhưng nhờ giảm lực cản khí động học mà nó có thể cải thiện được tầm bắn và tốc độ. AIM-9X có tính năng khóa mục tiêu sau khi phóng, tên lửa cũng được trang bị trên tàu ngầm để chống máy bay săn ngầm ASW. Tên lửa AIM-9X cũng được thử nghiệm trong vai trò tấn công mặt đất.

### Block II
Những thử nghiệm trên tên lửa AIM-9X Block II bắt đầu từ tháng 9 năm 2008. Phiên bản Block II bổ sung khả năng khóa mục tiêu sau khi bắn (LOAL) cùng với đường truyền dữ liệu, do đó tên lửa có khả năng phóng trước sau đó mới được chỉ định mục tiêu từ máy bay mẹ. Tính đến tháng 6/2013, Raytheon đã chuyển giao cho quân đội 5.000 quả tên lửa AIM-9X.

### Block III
| Phiên bản          | AIM-9L                                               | AIM-9M                                               | AIM-9P-4/5                   | AIM-9R                       |
| ------------------ | ---------------------------------------------------- | ---------------------------------------------------- | ---------------------------- | ---------------------------- |
| Trang bị           | Hỗn hợp                                              | Hỗn hợp                                              | Không quân Hoa Kỳ, xuất khẩu | Hải quân Hoa Kỳ              |
| Tính năng đầu dò   |                                                      |                                                      |                              |                              |
| Gốc                | AIM-9H                                               | AIM-9L                                               | AIM-9J/N                     | AIM-9M                       |
| Đầu dò             | InSb                                                 | InSb                                                 | InSb                         | Focal-plane array            |
| Làm mát            | Argon                                                | Argon                                                | Argon                        | –                            |
| Mũi tên lửa        | MgF2                                                 | MgF2                                                 | MgF2                         | Glass                        |
| Reticle speed (Hz) | 125                                                  | 125                                                  | 100                          | Focal-plane array            |
| Điều biến          | FM                                                   | FM                                                   | FM                           | Focal-plane array            |
| Tốc độ quét (°/s)  | Mật                                                  | Mật                                                  | >16.5                        | Mật                          |
| Điện tử            | Bán dẫn                                              | Bán dẫn                                              | Bán dẫn                      | Bán dẫn                      |
| Đầu đạn            | 9,4 kg (21 lb) WDU-17/B đạn nổ mảnh hình vành khuyên | 9,4 kg (21 lb) WDU-17/B đạn nổ mảnh hình vành khuyên | đạn nổ mảnh hình vành khuyên | đạn nổ mảnh hình vành khuyên |
| Fuze               | IR/Laser                                             | IR/Laser                                             | IR/Laser                     | IR/Laser                     |
| Động cơ            |                                                      |                                                      |                              |                              |
| Nhà sx             | Hercules/Bermite                                     | MTI/Hercules                                         | Hercules/Aerojet             | MTI/Hercules                 |
| Kiểu               | Mk.36 Mod.7,8                                        | Mk.36 Mod.9                                          | SR.116                       | Mk.36 Mod.9                  |
| Giá phóng          | Chung                                                | Chung                                                | Chung                        | Chung                        |
| Kích thước tên lửa |                                                      |                                                      |                              |                              |
| Dài                | 2,89 m (9,5 ft)                                      | 2,89 m (9,5 ft)                                      | 3 m (9,8 ft)                 | 2,89 m (9,5 ft)              |
| Sải cánh           | 0,64 m (2,1 ft)                                      | 0,64 m (2,1 ft)                                      | 0,58 m (1,9 ft)              | 0,64 m (2,1 ft)              |
| Trọng lượng        | 86 kg (190 lb)                                       | 86 kg (190 lb)                                       | 86 kg (190 lb)               | 86 kg (190 lb)               |

## Các biến thể khác của Sidewinder

### Biến thể chống tăng

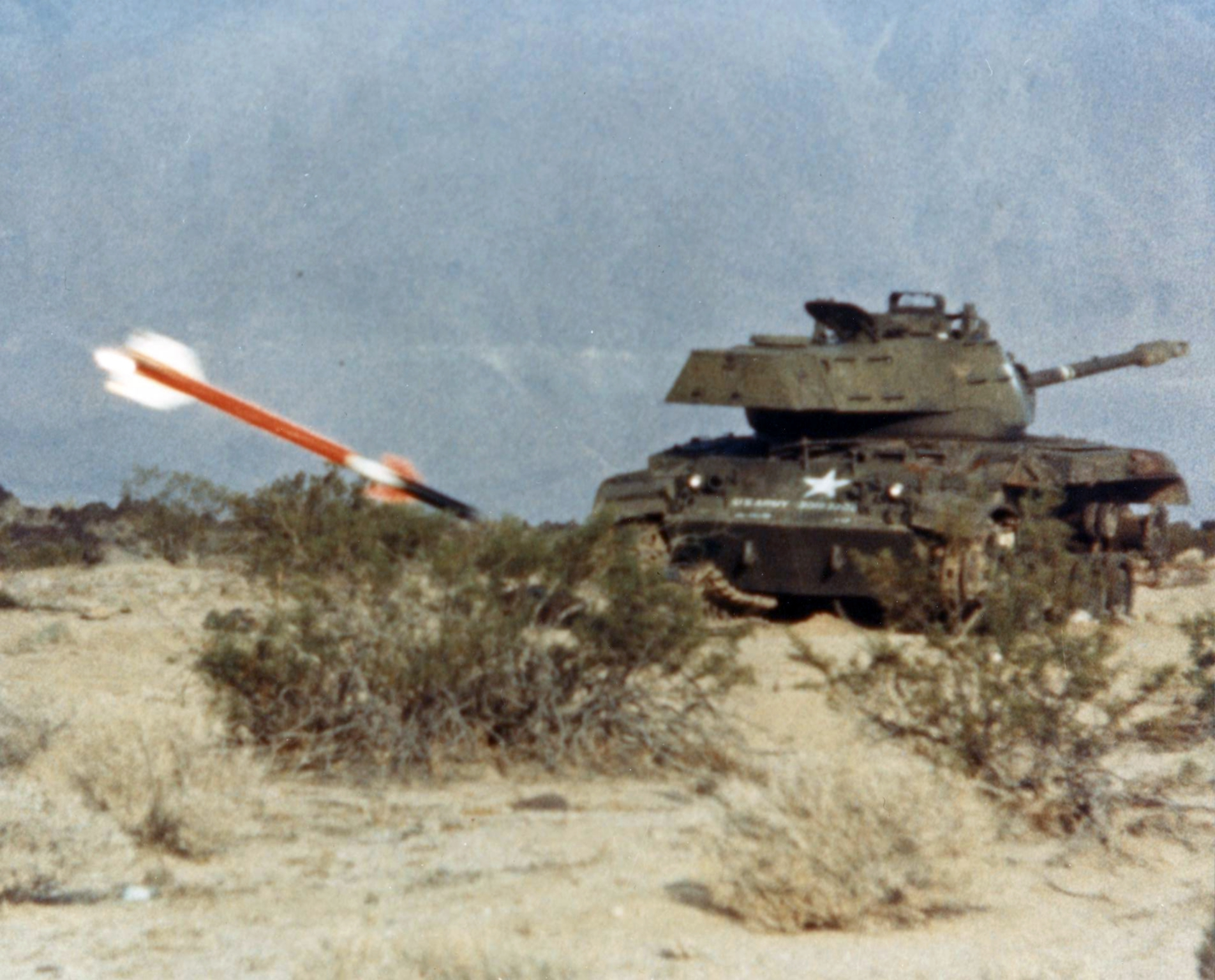
Thử nghiệm tên lửa AIM-9L chống tăng tại China Lake, 1971

Năm 2008, tên lửa AIM-9X đã thử nghiệm thành công khả năng tấn công không đối đất.
Vào năm 2016, Diehl đã ký một thỏa thuận với Federal Office of Bundeswehr Equipment, Information Technology and In-Service Support để phát triển phiên bản không đối đất dẫn đường bằng laser dựa trên phiên bản AIM-9L. Trong thử nghiệm, máy bay tiêm kích Saab Gripen đã đánh trúng một mục tiêu tĩnh và 2 mục tiêu di động.
Vào ngày 28 tháng 2 năm 2018, Quân đoàn Vệ binh Cách mạng Hồi giáo Iran đã công bố một phiên bản chống tăng của tên lửa Sidewinder có tên "Azarakhsh" nhằm mục đích sử dụng cho trực thăng tấn công Bell AH-1J SeaCobra.

## Các phát triển tiếp theo

### Động cơ cỡ lớn
Nằm trong chương trình High Altitude, các kỹ sư tại China Lake đã sử dụng đầu đạn của Sidewinder cùng với động cơ của tên lửa AIM-7 Sparrow để thử nghiệm tên lửa với động cơ cỡ lớn.

### Các nền tảng phóng tên lửa từ mặt đất
Năm 2016 tên lửa AIM-9X được thử nghiệm phóng từ Multi-Mission Launcher tại Trường bắn thử nghiệm White Sands, New Mexico, Hoa Kỳ. Trong quá trình thử nghiệm, tên lửa AIM-9X đã gặp vấn đề bị quá nhiệt, vấn đề này sau đó đã được giải quyết. Tháng 9 năm 2021, quân đội Mỹ đã ký hợp đồng với Dynetics để chế tạo nguyên mẫu thử nghiệm bệ phóng tên lửa Sidewinder dựa trên MML chống UAV và tên lửa hành trình. Dự kiến hệ thống sẽ được đưa vào hoạt động vào năm 2023.

## Các nước sử dụng

### Các quốc gia hiện đang trang bị Sidewinder
- Australia[33][34]
- Belgium[34]
- Czech Republic[35]
- Denmark[34]
- Finland[34][36]
- Israel[34]
- Nhật Bản[34]
- Kuwait[34]
- Malaysia[34]
- Netherlands[34]
- Norway[34]
- Oman[34]
- Philippines[37][38]
- Romania[34]
- Saudi Arabia[34][39]
- Singapore[34][40]
- Hàn Quốc[34]
- Switzerland[34]
- Taiwan[34]
- Thổ Nhĩ Kỳ[34][41]
- United States[34]

### Các quốc gia từng trang bị Sidewinder
- Iran[42]
- South Africa[43]

### Các tên lửa tương đương
- ASRAAM
- IRIS-T
- MAA-1 Piranha
- MICA
- R.550 Magic
- Red Top
- Firestreak
- PL-9
- Python 5
- R-73
- Shafrir
- Fatter
- AAM-1/3/5

### Citations
1. 1 2 3 4 5 6 7  Sea Power (tháng 1 năm 2006). Wittman, Amy; Atkinson, Peter; Burgess, Rick (biên tập). "Air-to-Air Missiles". Quyển 49 số 1. Arlington, Virginia: Navy League of the United States. tr. 95–96. ISSN 0199-1337. {{Chú thích tạp chí}}: Chú thích magazine cần |magazine= (trợ giúp)
2. 1 2 3  "Department of DefenseFiscal Year (FY) 2021 Budget Estimates" (PDF). US Navy. tháng 2 năm 2020. tr. 105. Truy cập ngày 30 tháng 9 năm 2020.
3. ↑  Babcock, Elizabeth (tháng 9 năm 1999). Sidewinder Invention and Early Years. The China Lake Museum Foundation. The Air Force subsequently procured Sidewinder AIM-9B missiles for its hottest tactical and strategic aircraft, p. 21
4. ↑  Military Technology (tháng 8 năm 2008). "News Flash". Quyển 32 số 8. Heilsbachstraße 26 53123 Bonn-Germany: Mönch Publishing Group. tr. 93–96. ISSN 0722-3226. "Alliant Techsystems and RUAG Aerospace have signed a teaming agreement to provide full-service and upgrade support of the AIM-9P-3/4/5 Sidewinder family of IR-guided short-range air-to-air missiles. {{Chú thích tạp chí}}: Chú thích magazine cần |magazine= (trợ giúp)Quản lý CS1: địa điểm (liên kết)
5. ↑  "Air Weapons: Beyond Sidewinder". www.strategypage.com. Lưu trữ bản gốc ngày 3 tháng 2 năm 2010. Truy cập ngày 2 tháng 2 năm 2010.
6. 1 2  "Raytheon AIM-9 Sidewinder". www.designation-systems.net. Lưu trữ bản gốc ngày 9 tháng 2 năm 2010. Truy cập ngày 2 tháng 2 năm 2010.
7. ↑  Echo-locating bats, as they pursue flying insects, also adopt such a strategy, see this PLoS Biology report: Ghose, K.; Horiuchi, T. K.; Krishnaprasad, P. S.; Moss, C. F. (ngày 18 tháng 4 năm 2006). "Echo-locating Bats Use a Nearly Time-Optimal Strategy to Intercept Prey". PLoS Biology. Quyển 4 số 5. tr. e108. doi:10.1371/journal.pbio.0040108. PMC 1436025. PMID 16605303.{{Chú thích tạp chí}}:  Quản lý CS1: DOI truy cập mở nhưng không được đánh ký hiệu (liên kết)
8. 1 2  Kutzscher, Edgar (1957). "The Physical and Technical Development of Infrared Homing Devices". Trong Benecke, T; Quick, A (biên tập). History of German Guided Missiles Development. NATO. Lưu trữ bản gốc ngày 30 tháng 9 năm 2015. Truy cập ngày 20 tháng 10 năm 2015.
9. 1 2 3 4  Tom Hildreth (March–April 1988). "The Sidewinder Missile". Air-Britain Digest. Quyển 40 số 2. tr. 39–40. ISSN 0950-7434.
10. ↑  "U.S. Naval Museum of Armament & Technology". Bản gốc lưu trữ ngày 23 tháng 9 năm 2015. Truy cập ngày 26 tháng 3 năm 2015.
11. 1 2  Bản mẫu:Cite DVD
12. ↑  Secret City: A history of the Navy at China Lake. OCLC 851089182.
13. ↑  Michel III p. 287
14. ↑  Friedman, Norman (1989). The Naval Institute Guide to World Naval Weapon Systems. Annapolis, Maryland: Naval Institute Press. tr. 439. ISBN 978-1-55750-262-9.
15. 1 2 3  Carlo, Kopp (ngày 1 tháng 4 năm 1994). "The Sidewinder Story; The Evolution of the AIM-9 Missile". Australian Aviation. Quyển 1994 số April. Lưu trữ bản gốc ngày 17 tháng 12 năm 2006. Truy cập ngày 4 tháng 1 năm 2007.
16. ↑  Bonds 1989, p. 229.
17. ↑  "F-16 Armament – AIM-9 Sidewinder". Lưu trữ bản gốc ngày 25 tháng 3 năm 2015. Truy cập ngày 26 tháng 3 năm 2015.
18. ↑  News, Bloomberg (ngày 16 tháng 12 năm 1996). "Hughes Electronics Wins Missile Contract". The New York Times (bằng tiếng Anh). ISSN 0362-4331. Truy cập ngày 12 tháng 7 năm 2021. {{Chú thích báo}}: |last= có tên chung (trợ giúp)
19. ↑  Doty, Steven R. (ngày 29 tháng 2 năm 2008). "Kunsan pilots improve capability with AIM-9X missile". Air Force Link. Lưu trữ bản gốc ngày 2 tháng 3 năm 2008. Truy cập ngày 29 tháng 2 năm 2008.
20. ↑  Sweetman, Bill, Warming trend, Aviation Week and Space Technology, ngày 8 tháng 7 năm 2013, p.26
21. ↑  "Successful Test of an AIM-9X Missile by a Raytheon-Led Team Demonstrates Potential for Low Cost Solution in Littoral Joint Battlespace". ngày 29 tháng 9 năm 2007. Bản gốc lưu trữ ngày 29 tháng 9 năm 2007. Truy cập ngày 25 tháng 8 năm 2020.
22. ↑  "Raytheon AIM-9X Block II Air/Air Missile." Lưu trữ ngày 26 tháng 9 năm 2011 tại Wayback Machine Defense Update, ngày 20 tháng 9 năm 2011.
23. ↑  "Raytheon AIM-9X Block II Missile Completes First Captive Carry Flight". Raytheon. ngày 18 tháng 9 năm 2008. Truy cập ngày 2 tháng 11 năm 2018.
24. ↑  "Raytheon AIM-9X Block II Missile Completes First Captive Carry Flight". Lưu trữ bản gốc ngày 8 tháng 10 năm 2014. Truy cập ngày 26 tháng 3 năm 2015.
25. ↑  Raytheon Delivers 5,000th AIM-9X Sidewinder Air-to-Air Missile Lưu trữ ngày 7 tháng 3 năm 2014 tại Wayback Machine – Deagel.com, ngày 15 tháng 6 năm 2013
26. ↑  "AIM-9X Sidewinder demonstrates Air-To-Surface capability". Lưu trữ bản gốc ngày 28 tháng 9 năm 2013. Truy cập ngày 26 tháng 3 năm 2015.
27. ↑  Heiming, Gerhard. "Laser-gelenkte Lenkrakete Sidewinder für den Luft-Boden-Einsatz". ESuT. Truy cập ngày 13 tháng 5 năm 2021.
28. ↑  "Iran's New Anti-Tank Missile Looks Awfully Familiar". Popular Mechanics. ngày 1 tháng 3 năm 2018. Lưu trữ bản gốc ngày 3 tháng 8 năm 2020. Truy cập ngày 4 tháng 2 năm 2021.
29. ↑  "1970 China Lake Photo Gallery". www.chinalakealumni.org. Lưu trữ bản gốc ngày 10 tháng 6 năm 2018. Truy cập ngày 22 tháng 2 năm 2018.
30. ↑  Collins, Boyd. "U.S. Army successfully fires AIM-9X missile from new interceptor launch platform". www.army.mil. United States Army. Lưu trữ bản gốc ngày 20 tháng 6 năm 2019. Truy cập ngày 20 tháng 6 năm 2019.
31. ↑  Judson, Jen. "Dynetics unveils Enduring Shield, its solution for the US Army to counter cruise missiles". www.defensenews.com. Defense News. Truy cập ngày 5 tháng 6 năm 2021.
32. ↑  US Army mints deal with Dynetics to build system to counter drones and cruise missiles. Defense News. ngày 24 tháng 9 năm 2021.
33. ↑  La Franchi, Peter (ngày 27 tháng 3 năm 2007). "Australia confirms AIM-9X selection for Super Hornets". Flight International. Lưu trữ bản gốc ngày 7 tháng 9 năm 2008. Truy cập ngày 20 tháng 4 năm 2011.
34. 1 2 3 4 5 6 7 8 9 10 11 12 13 14 15 16 17 18 19  Jennings, Gareth. "Norway and Taiwan join AIM-9X Block II user-community | IHS Jane's 360". IHS Jane's 360. London. Lưu trữ bản gốc ngày 5 tháng 7 năm 2016. Truy cập ngày 4 tháng 7 năm 2016.
35. ↑  "International Market Research – Defense Trade Guide Update 2003". ngày 13 tháng 10 năm 2007. Bản gốc lưu trữ ngày 13 tháng 10 năm 2007.
36. ↑  "Finland Ordering 150 AIM-9X Sidewinders". Lưu trữ bản gốc ngày 2 tháng 9 năm 2006. Truy cập ngày 12 tháng 9 năm 2006.
37. ↑  "PH completes inspection of Raytheon for FA-50's air-to-air missiles – Update Philippines". ngày 18 tháng 7 năm 2017. Lưu trữ bản gốc ngày 7 tháng 11 năm 2017. Truy cập ngày 1 tháng 11 năm 2017.
38. ↑  "US State Department Approves Harpoon and AIM-9X for Philippines". global defense corp. Truy cập ngày 15 tháng 7 năm 2021.
39. ↑  "150 AIM-9 Sidewinder Missiles for Saudi Arabia". Lưu trữ bản gốc ngày 2 tháng 9 năm 2006. Truy cập ngày 12 tháng 9 năm 2006.
40. ↑  "SIPRI arms transfer database". Stockholm International Peace Research Institute. ngày 19 tháng 3 năm 2012. Lưu trữ bản gốc ngày 29 tháng 12 năm 2017. Truy cập ngày 27 tháng 4 năm 2012.
41. ↑  "Turkey Buys 127 AIM-9X Sidewinder Missiles". Lưu trữ bản gốc ngày 2 tháng 9 năm 2006. Truy cập ngày 12 tháng 9 năm 2006.
42. ↑  "Taking On Iran's Air Force – Defense Tech". ngày 17 tháng 5 năm 2006. Lưu trữ bản gốc ngày 12 tháng 6 năm 2015. Truy cập ngày 26 tháng 3 năm 2015.
43. ↑  "AIM-9B Sidewinder". South African Air Force Association. Lưu trữ bản gốc ngày 27 tháng 6 năm 2008. Truy cập ngày 4 tháng 8 năm 2008.